# Matrice Boston

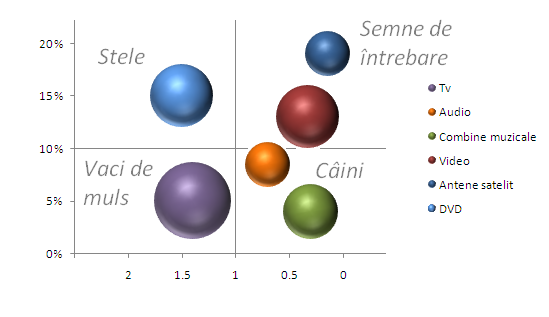
Matricea Boston a unei companii de echipament audio și video, corespunde acestui tabel de date

Matricea Boston este o unealtă teoretică în marketing care permite clasificarea portofoliilor de produse în funcție de absorbția și generarea de numerar, bazată pe procentajul de piață relativ și pe ratele relative de creștere a pieței. Inventată de Bruce Henderson pentru Boston Consulting Group în 1970 pentru a ajuta corporațiile în deciziile pentru alocarea resurselor. Deși rezultatele la nivel practic au fost adesea contestate, aceasta rămâne o unealtă utilă la nivel teoretic.

## Diagrama
În funcție de procentajul de piață relativ(relative market share) și rata de creștere relativă(market growth), produsele sunt ordonate într-o diagramă 2x2. Cele patru cadrane care rezultă sunt clasificate astfel:
- Stele (Stars) - procent mare de piață / creștere mare de piață, acestea domină segmentul lor de piață, dar necesită investiții pentru a ține pasul cu rata de creștere
- Vaci de muls (Cash Cows) - procent mare de piață / creștere de piață scăzută (generatoare de numerar); produse care acaparează majoritatea venitului brut din segmentul lor de piață și necesită puține investiții. În general, acestea generează profit, necesar pentru a susține „stelele” și „semnele de întrebare”
- Semne de întrebare (Question Marks) - procent de piață scăzut / creștere de piață mare acestea au nevoie de investiții pentru a ține pasul cu rata de creștere a pieței, dar nu domină pe segmentul său de piață, motiv pentru care nu prosperă
- Câini (Dogs) - procent de piață scăzut / creștere de piata scăzută

### Formule
Procentajul de piață relativ este folosit pentru a compara un produs cu cel al principalului competitor.
{\displaystyle {\text{Procentaj de piață relativ}}={\frac {\text{Procentajul de piață al companiei}}{\text{Procentajul de piață al celui mai apropiat competitor}}}}
sau
{\displaystyle {\text{Procentaj de piață relativ}}={\frac {\text{Venitul brut}}{\text{Venitul brut al celui mai apropiat competitor}}}} în industria respectivă. Astfel, pentru un procentaj de piață relativ este considerat mare dacă este mai mare ca 1 reprezentând un produs dominant pe segmentul respectiv de piață
Rata de creștere a pieței reprezintă diferența de venit brut pe un segment de piață considerată pe o perioadă de timp în procente. În general se consideră ratele de creștere pe un an. Pentru a o calcula se folosește noțiunea de venit brut sau „vânzări” pe un segment de piață, la un moment dat t, VBrut(t). De exemplu pentru a calcula rata de creștere a băuturilor răcoritoare pe parcursul anului 2004 folosim următoarea formulă:
{\displaystyle {\text{Rata de creștere a pieței}}={\frac {\text{VBrut(2004)-VBrut(2003)}}{\text{VBrut(2003)}}}\times 100}
| “ | Reprezentarea grafică a afacerii firmei se face cu ajutorul unor cercuri ale căror arii sunt proporționale cu semnificația relativă în interiorul organizației, ca marime a vanzarilor sau capitalul utilizat. Centrul cercului are drept coordonate pozitia relativa pe piata pentru {\displaystyle O_{x}} si rata de crestere a pietei pentru {\displaystyle O_{y}}. | ” |

### Exemplu
Matricea Boston din imagine corespunde următorului exemplu.
{\displaystyle {\text{Arie cerc(Televizoare)}}={\frac {\text{VBrut(Televizoare)}}{\text{VBrut(Televizoare)+VBrut(Audio)+...+VBrut(DVD)}}}\times 100}
| Portofoliu de produse | Vânzări | Vânzări (principalul competitor) | Procentaj relativ de piață | Rata de creștere a pieței | Arie (×100) |
| --------------------- | ------- | -------------------------------- | -------------------------- | ------------------------- | ----------- |
| Televizoare           | 30      | 21,42                            | 1,4                        | 5%                        | 28,57       |
| Audio                 | 10      | 14,28                            | 0,7                        | 8,4%                      | 9,52        |
| Combine muzicale      | 15      | 50                               | 0,3                        | 4%                        | 14,28       |
| Video                 | 20      | 60,6                             | 0,33                       | 13%                       | 19,04       |
| Antene satelit        | 10      | 71,42                            | 0,14                       | 19%                       | 9,52        |
| DVD                   | 20      | 13,3                             | 1,5                        | 15%                       | 19,04       |